# یک خداحافظی ایرلندی
یک خداحافظی ایرلندی (به انگلیسی: An Irish Goodbye) فیلمی کوتاه محصول سال ۲۰۲۲ است که نویسندگی و کارگردانی آن را تام برکلی و راس وایت به‌طور مشترک بر عهده داشته‌اند. در این فیلم جیمز مارتین، شیموس اوهارا، پدی جنکینز و میشل فیرلی ایفای نقش کرده‌اند.

## خلاصه داستان
این فیلم در ژانر کمدی سیاه است و ماجرای آن در یک مزرعهٔ روستایی در ایرلند شمالی اتفاق می‌افتد.
تورلو، با برادرش لورکان که مبتلا به نشانگان دان است، رابطه‌ای ندارد، اما پس از اینکه مادرشان، گرین، بر اثر بیماری می‌میرد، تورلو از لندن به مزرعهٔ خانوادگی‌شان بازمی‌گردد تا مزرعه را فروخته و لورکان را برای زندگی با عمه‌شان با خود ببرد، اما لورکان راضی نمی‌شود. در این میان، کشیش محلی، کاغذی حاوی یک لیست آرزو به آن‌ها نشان می‌دهد که مادرشان پیش از مرگ آن را نوشته‌است.

## جوایز
این فیلم در نود و پنجمین دوره جوایز اسکار برندهٔ جایزهٔ بهترین فیلم کوتاه و در هفتاد و ششمین دوره جوایز بفتا نیز جایزه بهترین فیلم کوتاه سال را از آن خود کرد.